# NK Polet Buševec
NK Polet je nogometni klub iz Buševca, mjesta u sastavu grada Velika Gorica.

## Povijest
NK Polet je osnovan 15. ožujka 1934. godine pod imenom Sportski klub Seljak. Godine 1947. klub mijenja ime u NK Polet. 
Već 1949. godine nogometaši Poleta ulaze u sustav natjecanja Sisačkog podsaveza u kojem ostaju sve do 1957. godine kada prelaze u natjecateljski sustav Zagrebačkog podsaveza.
Na kraju sezone 2008./09. NK Polet se udružuje s NK Radnik Velika Gorica u novi klub HNK Gorica Velika Gorica, čime svoj trećeligaški status kao i nekolicinu najboljih igrača prepušta novom klubu, dok u isto vrijeme od NK Gorica Velika Mlaka preuzima četvrtoligaški status i nastavlja natjecanje u 4. HNL. 
Danas je NK Polet sastavni dio Sportskog društva Polet i trenutačno se natječe u Međužupanijskoj nogometnoj ligi - središta Zagreb, nakon osvajanja Jedinstvene Zagrebačke županijske lige u sezoni 2014./15.
NK Polet u službenim natjecanjima sudjeluje s pet selekcija i gotovo 150 registriranih igrača. 